# 王浩 (水文水资源专家)
王浩（1953年8月13日—），北京人，中国水文水资源专家。1985年毕业于清华大学水利工程系工程水文与水资源专业，获硕士学位。1989年毕业于清华大学经济管理学院系统工程专业，获博士学位。2005年当选为中国工程院院士。